# Honnechy
Honnechy és un municipi francès, situat a la regió dels Alts de França, al departament del Nord. L'any 2006 tenia 515 habitants. Limita al nord amb Reumont, al nord-est amb Le Cateau-Cambrésis, a l'est amb Saint-Benin, al sud-est amb Saint-Souplet, al sud-oest amb Busigny i al nord-oest amb Maurois.

## Demografia
| 1962                                       | 1968 | 1975 | 1982 | 1990 | 1999 | 2006 |
| ------------------------------------------ | ---- | ---- | ---- | ---- | ---- | ---- |
| 604                                        | 703  | 623  | 537  | 487  | 496  | 515  |
| Des de 1962: població sense dobles comptes |      |      |      |      |      |      |

## Administració
| Període   | Identitat         | Partit |
| --------- | ----------------- | ------ |
| 2001-2008 | Géry Ioos         |        |
| 2008-     | Bertrand Lefebvre |        |